# Saint-Clément, Allier
Saint-Clément là một xã ở tỉnh Allier thuộc miền trung nước Pháp.